# Tell Me (bài hát của Diddy)
"Tell Me" là đĩa đơn thứ hai trích từ album Press Play của Diddy phát hành năm 2006. Bài hát có thêm sự góp giọng của Christina Aguilera và được sản xuất bởi Just Blaze. Theo All Access, bài hát lên sóng radio vào ngày 7 tháng 11 năm 2006.

## Tiểu sử bài hát
Ban đầu, bài hát này được dùng làm bản demo cho nhóm nhạc Danity Kane nhưng rồi Diddy lại quyết định chọn Christina Aguilera cho ca khúc.
Đồng sáng tác bài hát là Steve "Static" Garrett & Yummy Bingham. Phần rap của Diddy thì do Royce Da 5'9 đảm trách viết lời.
Tuy rất có tiềm năng trở thành một hit lớn, nhưng Tell Me lại thất bại chủ yếu là do quá ít hoạt động tiếp thị. Cho dù bài hát nằm trong danh sách playlist của đài Z100 suốt một năm, nhưng lượng phát sóng lại không được nhiều lắm.
Và dẫu bài hát được xếp vị trí không cao trên các bảng xếp hạng, nhưng lại được các nhà phê bình khen ngợi là một trong các ca khúc nổi bật trong album Press Play.

## Video clip
Video bài "Tell Me" được quay vào tuần cuối của tháng 9 năm 2006 ở Los Angeles dưới bàn tay của đạo diễn Erik White. Video ra mắt trên TRL vào ngày 30 tháng 10 năm 2006. 2 ngày sau đó, nó lọt vào bảng xếp hạng TRL ở vị trí thứ 10. Ở UK, video ra mắt vào ngày 17 tháng 11 năm 2006, vào đúng ngày Aguilera bắt đầu chuyến lưu diễn Back to Basics.

## Danh sách bài hát
Các bài trong đĩa đơn:
1. "Tell Me" (Explicit Album Version) (có sự tham gia của Christina Aguilera) - 4:06
2. "Tell Me" (Instrumental) (có sự tham gia của Christina Aguilera) - 4:26
3. "Tell Me" (A Cappella) (có sự tham gia của Christina Aguilera) - 4:36
4. "Come To Me" (Explicit Version) (có sự tham gia của Nicole Scherzinger, Yung Joc, Young Dro & T.I.) - 3:51

Các phiên bản khác và các bản phối lại
- Explicit Version
- Clean Version
- Radio Edit
- Instrumental
- Acapella
- Amended Mixshow
- Friscia & Lamboy Club Mix
- Friscia & Lamboy Mix Radio Edit
- Mixshow Version
- Mr. Migg Radio Mix
- Mr. Migg Dub
- Mr. Migg Club Mix
- DFA Club Mix
- DFA Club Mix #2 (Without Diddy)
- DFA Radio Mix
- Switch Remix
- Pull's Paranoid Remix (Findable on the official site of the remixer, Pull[2])
- Pull Extended Remix

## Độ thành công trên các bảng xếp hạng
Bài hát là một hit không lớn lắm trên thị trường toàn cầu. Nó lọt vào top 10 ở UK tại vị trí thứ 8 (trở thành hit thứ 14 của Aguilera nằm trong top 10 ở UK), và lọt vào top 20 ở 15 nước khác nhau. Chỉ tính riêng lượng download, bài hát xuất hiện lần đầu trên bảng xếp hạng Top 75 singles chart ở UK tại vị trí thứ 20. Tuần sau đó, nó liền leo lên vị trí thứ 8.
Không may rằng bài hát lại không thành công ở Mỹ khi chỉ đứng thứ 47 trên bảng Hot 100, trở thành đĩa đơn có thứ hạng thấp nhất của Diddy tính từ lần anh chỉ chạm tới mốc #66 vào năm 2001. Các nhà phê bình đánh giá rất tốt về bài hát và cho rằng nó sẽ lọt vào top 40 cho Diddy, nhưng điều đó lại không thành sự thật. Một số người nghĩ là do thiếu chiến dịch quảng bá, người thì lại cho rằng do Hurt (một bài hát khác của Aguilera tại thời điểm đó) đã cản trở sự thành công của Tell Me. Đĩa đơn này không được phát hành tại Pháp và Ý.
Mặc dù không thành công lắm tại Hoa Kỳ, bài hát cũng hơi phổ biến ở một số đài radio của Mỹ, và vì thế, một số đài như Q102 của Philadelphia và Kiss 103.5 của Chicago vẫn phát sóng bài hát tuy không thường xuyên lắm. "Tell Me" đứng thứ 7 trong số các bài hát được phát sóng nhiều nhất của đài Z100 New York (đài radio lớn nhất thế giới) cho thấy bài hát vẫn là một hit lớn ở một số thị trường. Nó cũng lọt vào Z100's Top 100 of 2007 ở vị trí #11, vượt qua cả các hit "Umbrella" của Rihanna và "Stronger" của Kanye West. Đĩa đơn còn đứng vị trí thứ 33 trên bảng tổng kết cuối năm 2006 ở Indonesia, trong khi "Ain't No Other Man" (một hit khác của Aguilera) đứng thứ 8 cũng tại bảng xếp hạng đó.

## Bảng xếp hạng
| Bảng xếp hạng (2007)                     | Vị trí cao nhất |
| ---------------------------------------- | --------------- |
| Úc (ARIA)                                | 13              |
| Áo (Ö3 Austria Top 40)                   | 19              |
| Bỉ (Ultratop 50 Flanders)                | 17              |
| Bỉ (Ultratop 50 Wallonia)                | 24              |
| Đan Mạch (Tracklisten)                   | 24              |
| Châu Âu Hot 100 Singles (Billboard)      | 13              |
| Phần Lan (Suomen virallinen lista)       | 2               |
| Ireland (IRMA)                           | 8               |
| Đức (GfK)                                | 5               |
| Hà Lan (Single Top 100)                  | 26              |
| Thụy Sĩ (Schweizer Hitparade)            | 7               |
| Hoa Kỳ Billboard Hot 100                 | 47              |
| Hoa Kỳ Hot R&B/Hip-Hop Songs (Billboard) | 38              |
| Hoa Kỳ Pop Airplay (Billboard)           | 25              |
| Hoa Kỳ Dance Club Songs (Billboard)      | 34              |
| Hoa Kỳ Radio Songs (Billboard)           | 53              |
| Anh Quốc (OCC)                           | 8               |

### Bảng tổng kết cuối năm
| Bảng xếp hạng (2007)     | Vị trí |
| ------------------------ | ------ |
| Australian Singles Chart | 99     |
| German Singles Chart     | 58     |
| Swiss Singles Chart      | 69     |
| UK Singles Chart (2006)  | 169    |
| UK Singles Chart (2007)  | 113    |